# Darrell Arthur
Pour les articles homonymes, voir Arthur.
Darrell Antwonne Arthur (né le 25 mars 1988 à Dallas, Texas) est un joueur américain de basket-ball évoluant au poste d'ailier fort.

## Biographie
Avec l'équipe universitaire des Jayhawks du Kansas, (comprenant aussi notamment Mario Chalmers), il est champion universitaire 2008 lors de son année sophomore.
Il prend ensuite part à la draft 2008 de la NBA et est sélectionné en 27e position par les Hornets de la Nouvelle-Orléans. Il est immédiatement transféré aux Trail Blazers de Portland contre de l'argent. Les Trail Blazers le transfèrent aux Rockets de Houston contre le 25e choix de cette draft, Nicolas Batum. Puis, il est de nouveau transféré aux Grizzlies de Memphis contre le 28e tour de draft Donté Greene.
Le 3 septembre 2008, Arthur et son coéquipier aux Jayhawks du Kansas Mario Chalmers ne participent pas au NBA Rookie Training Camp car ils ont été pris en possession de marijuana. La police arrive leur chambre d'hôtel à 14h00 et affirme que la chambre sent fortement la marijuana mais aucune trace de ce produit n'a été trouvée et aucune accusation n'a été déposée. Le rookie Michael Beasley a aussi été suspecté d'avoir consommé de la marijuana dans l'hôtel mais il ne lui est pas demandé de quitter le camp d'entraînement. Une amende de 50 000 dollars pour son implication dans l'incident est infligée à Beasley. Arthur déclare ultérieurement qu'il nie toute implication avec de la marijuana ; une amende de 20 000 dollars lui est néanmoins infligée par la ligue et il manque le camp d'entraînement des rookies mais n'est pas condamné à une amende ou suspendu pour toutes les violations liées à la drogue.
Le 29 juin 2012, il devient agent restrictif après la qualifying offer des Grizzlies.
Le 27 juin 2013, il est transféré aux Nuggets de Denver avec le 55e tour de draft Joffrey Lauvergne en échange de Kosta Koufos. Le 23 juin 2014, il exerce son option de joueur pour la saison 2014-2015.

## Records personnels et distinctions
Les records personnels de Darrell Arthur, officiellement recensés par la NBA sont les suivants :
| Type de statistique        | Saison régulière | Saison régulière                          | Saison régulière               | Playoffs | Playoffs                  | Playoffs      |
| Type de statistique        | Record           | Adversaire                                | Date                           | Record   | Adversaire                | Date          |
| -------------------------- | ---------------- | ----------------------------------------- | ------------------------------ | -------- | ------------------------- | ------------- |
| Points                     | 24               | 2 fois                                    |                                | 14       | Spurs de San Antonio      | 25 avril 2011 |
| Paniers marqués            | 10               | @ Pélicans de la Nouvelle-Orléans         | 31 mars 2016                   | 7        | Spurs de San Antonio      | 25 avril 2011 |
| Paniers tentés             | 19               | Spurs de San Antonio                      | 1er mars 2011                  | 10       | Spurs de San Antonio      | 25 avril 2011 |
| Paniers à 3 points réussis | 4                | 5 fois                                    |                                | 1        | @ Thunder d'Oklahoma City | 15 mai 2011   |
| Paniers à 3 points tentés  | 9                | @ Rockets de Houston                      | 13 décembre 2014               | 1        | 3 fois                    |               |
| Lancers francs réussis     | 9                | Knicks de New York                        | 9 mars 2011                    | 3        | @ Thunder d'Oklahoma City | 11 mai 2011   |
| Lancers francs tentés      | 10               | Nuggets de Denver                         | 13 février 2011                | 4        | @ Thunder d'Oklahoma City | 11 mai 2011   |
| Rebonds offensifs          | 9                | @ Clippers de Los Angeles                 | 2 mars 2016                    | 4        | Spurs de San Antonio      | 27 mai 2013   |
| Rebonds défensifs          | 11               | @ Rockets de Houston                      | 29 octobre 2008                | 3        | 3 fois                    |               |
| Rebonds totaux             | 15               | @ Rockets de Houston                      | 29 octobre 2008                | 6        | 3 fois                    |               |
| Passes décisives           | 6                | @ Lakers de Los Angeles @ Hawks d'Atlanta | 5 janvier 2014 7 décembre 2014 | 2        | 4 fois                    |               |
| Interceptions              | 4                | 5 fois                                    |                                | 2        | @ Thunder d'Oklahoma City | 11 mai 2011   |
| Contres                    | 5                | Nuggets de Denver                         | 18 mars 2009                   | 3        | @ Spurs de San Antonio    | 20 avril 2011 |
| Balles perdues             | 5                | Lakers de Los Angeles                     | 31 janvier 2009                | 3        | 3 fois                    |               |
| Minutes jouées             | 37               | @ Thunder d'Oklahoma City                 | 28 janvier 2009                | 21       | @ Spurs de San Antonio    | 20 avril 2011 |

- Double-double : 9 (au 04/12/2017)
- Triple-double : aucun.

## Palmarès
- NCAA champion (2008)
- First-team All-Big 12 (2008)
- Big 12 All-Rookie Team (2007)